# Vecchia (Giorgione)
Il ritratto femminile detto la Vecchia è un dipinto a olio su tela (68×59 cm) di Giorgione, databile al 1506 circa e conservato nelle Gallerie dell'Accademia a Venezia. 

## Storia
Un inventario del 1569 cita il ritratto come de la madre del Zorzon, de man de Zorzon, ovvero "della madre di Giorgione, per mano di Giorgione". L'opera venne forse vista da Michelangelo di passaggio a Venezia, che ne rimase colpito e la tenne a mente quando creò le figure espressive delle Sibille nella volta della Cappella Sistina. 
Alcuni hanno messo in relazione l'opera con la Vecchia coi denari o "Vanitas" di Dürer (1507, Kunsthistorisches Museum), che ne avrebbe potuto essere il prototipo, portata dal pittore tedesco con sé durante il suo secondo viaggio a Venezia. Se ciò fosse vero allora la Vecchia di Giorgione sarebbe da datarsi al 1508 circa. 

## Descrizione
L'opera è conservata nella cornice originale.
Su uno sfondo scuro, dietro un parapetto,  si vede una donna anziana ritratta a mezza figura di tre quarti, voltata a sinistra. Essa guarda lo spettatore e con un'intensa espressione di dolore dischiude la bocca e sembra rivolgergli delle parole, quelle che sono scritte sul cartiglio che essa tiene in mano: "Col tempo". Si tratterebbe quindi di un'amara riflessione sulla vecchiaia, come portatrice di devastazione fisica, ma alcuni vi hanno letto anche un significato positivo, legato alla crescita della saggezza. 
La donna indossa una berretta bianca floscia, che lascia scoperto un ciuffo di capelli grigi, e una veste rosata, oltre a un panno bianco con frange sull'orlo, appoggiato sulla spalla. Interessante è la doppia rotazione, del busto verso sinistra e della testa verso destra, che dà una particolare intensità all'effigie, e il gesto della mano destra, appoggiata al petto come durante il mea culpa. 

## Stile
Spicca la tecnica pittorica di Giorgione, che creò l'immagine per campiture cromatiche dense e materiche, senza contorni netti e senza un disegno sottostante, direttamente sulla tela, con estrema libertà. Ciò porta una voluta mancanza di uniformità nella stesura, ben visibile a una distanza ravvicinata, che crea un'opera di straordinaria modernità. Si tratta del tonalismo, uno dei contributi fondamentali di Giorgione all'evoluzione della pittura.